# Шиши
Шиши́ — обобщённое название участников преимущественно крестьянского по составу партизанского движения на территории Русского царства против польско-литовских захватчиков в период Смутного времени. Формировались в основном в центральных и северных районах государства. Наиболее многочисленные группы партизан действовали на Смоленской дороге и в местах зимовки войск гетмана Яна Ходкевича. 
Шишами также называли партизан, действовавших на территориях Великого княжества Литовского, занятых русскими войсками в ходе русско-польской войны 1654—1667 годов, которые воевали против русских гарнизонов и «присяжной» шляхты.

## Период возникновения
Относительно периода возникновения шишей нет однозначного мнения. Доктор исторических наук Сергей Перевезенцев пишет, что земское освободительное движение в Московском государстве повсеместно начало складываться со второй половины 1610 года, первоначально «в северо-восточных русских городах (группы „шишей“), в которых стояли крупные польско-литовские гарнизоны, а к началу 1611 года центр народного сопротивления смещается в Рязанские земли».
Историк ХІХ — начала XX века Дмитрий Иловайский пишет, что в районе зимы 1611—1612 годов со стороны русского населения начался род партизанской или народной войны: «Разоpeнноe и озлобленное крестьянство, которое не могло защищаться в своих открытых селах, стало собираться в шайки, вооруженные чем попало, и выбирало себе предводителей». Эти партизаны получили общее название шишей.

## Происхождение названия
Историк и писатель Алексей Шишов приводил сведения, что во время осады Смоленска в 1609-1611 годов в лесах у города действовали многочисленные партизанские группы, состоявшие из смоленских крестьян. В польском лагере участников этого партизанского движения из числа ранее «громленных», то есть ограбленных ими мужиков называли «шишами», что в переводе с польского означало «домовые» или «бездельники».

## Численность и состав
Доктор исторических наук Владимир Волков писал: «фактор присутствия на значительной части русской территории отрядов иноземцев оказывал определяющее значение на характер и масштабы борьбы в этих местах с интервенцией, заставляя местных жителей шире использовать методы партизанской войны (тактику засад и налётов), сплачиваясь в отряды так называемых „шишей“». Историк отмечал, что в примечаниях русского историка XIX века Николая Устрялова к «Дневнику» Самуила Маскевича, о «шишах» сказано, что они: «вольница, не признающая ничьего начальства, кроме своих атаманов». Это мнение Волков называет ошибочным, и указывает, что шишами становились в основном крестьяне разоренных поляками русских сел и деревень, «испытывающие вполне понятную ненависть ко всякому иноземцу», а организация повстанческих сил по типу казачьих была отличительной особенностью всех народных движений XVII века.
По версии историка Дмитрия Иловайского шишами назывались бесчисленные бандитствующие элементы, наводнившие территорию Московского царства в тот период, вероятно шишами могли называть любых вооружённых людей, не относящихся к регулярным правительственным войскам (не шведы, не московитяне, не поляки, а новоявленные «вооружённые силы», вроде приблудившихся наёмников в «войске» Минина).
Историк Алексей Шишов приводит данные, что один из партизанских отрядов шишов под командованием смолянина Трески насчитывал почти 3000 человек.
Историк Смутного времени Руслан Скрынников пишет, что наиболее многочисленные отряды партизан действовали на Смоленской дороге и в местах зимовки войск гетмана Ходкевича.

## Действия
Шиши уничтожали польские фуражные команды, нападали на небольшие отряды интервентов, занимавшихся грабежом селений.
Руслан Скрынников пишет, что в феврале 1612 года шиши разбили отряд полковника Струся, шедшего из Смоленска к Москве на подмогу войскам гетмана Яна Ходкевича.
Шиши отличались мобильностью, осуществляли неожиданные нападения на отряды противника, лишая их материальной базы и нанося урон в живой силе. Во многом благодаря действиям отрядов шишей в августе 1612 года польско-литовско-белорусский гетман Ян Ходкевич не смог пробиться к осажденному в Кремле польскому гарнизону, что привело к его капитуляции.
Историк Илловайский пишет, что шиши укрывались в лесах и дебрях, откуда высматривали и выслеживали неприятелей, затем неожиданно нападали на них, забирали у них собственное, а в других случаях - нагpaбленноe имущество. Иногда группы, подвергшиеся нападению шишей, совершенно истреблялись. Зима благоприятствовала действиям шишей. Зимой польская конница испытывала затруднения из-за глубоких снегов, шиши же пользовались лыжами для быстрых нападений, а в случае неудачи -для быстрого отступления и бегства.

## Второе значение
Во время русско-польской войны 1654—1667 годов в официальных русских документах середины XVII века шишами называли партизан, действовавших на территориях Великого княжества Литовского, занятых русскими войсками. Впервые термин появляется во время Псковского восстания 1650 года. Наибольшее распространение получает во время последующей войны между Русским царством и Речью Посполитой. Шишами в основном были местные крестьяне. Численность их отрядов составляла 300—500 человек, иногда могла быть и более высокой. Среди руководителей шишей встречались как шляхтичи (например, мозырский судья Самуил Оскерко и оршанский хорунжий Самуил Кмитич), так и выходцы из простонародья (например, Денис Мурашка). Отряды шишей представляли большую опасность для русских гарнизонов и «присяжной» шляхты и оказывали поддержку войскам Речи Посполитой во время контрнаступления в Великом княжестве Литовском в 1660—1661 годах.
Историки выделяют  две причины распространения партизанского движения:
- Часть историков указывает на активную мобилизацию местного населения польскими и литовскими панами или их ставленниками. Крестьян насильственно принуждали вступать в ряды шляхетского войска, угрожая им в противном случае расправой. Шиши действовали вместе с шляхетским войском, во главе их отрядов стояли, как правило, шляхтичи или тесно связанные со шляхтой представители местной сельской администрации. Среди прочего, шиши собирали с местных крестьян налоги для шляхты и магнатов или занимались грабежом. Наиболее усердные из них жаловались шляхетскими титулами и земельными владениями. Тем не менее, высказавший эту версию советский историк А. Н. Мальцев отмечает, что «в отдельных случаях выступления шишей могли приобретать антикрепостническую направленность»[1].

- Другие историки указывают на ухудшение положения крестьян на захваченных Русским царством территориях. Среди причин указывается грабёж местного населения русскими войсками, принудительное переселение, голод, эпидемия чумы[7][8]. В ответ на политику русских властей крестьяне приняли активное участие в партизанском движении. По мнению польского историка К. Бабятинского отряды шишей являлись крестьянскими отрядами самообороны, которые защищали свои деревни от русских войск[7]. Советский историк А. П. Пьянков писал, что выступления шишей носили антифеодальный характер[9]. Российский историк О. А. Курбатов также писал, что движение шишей носило антишляхетский характер[10]. По мнению российского историка А. Н. Лобина «любого вооруженного ратника на своей земле они [шиши] могли рассматривать как врага, посягателя на их землю, которая из-за чумы, голода и боевых действий итак была опустошена»[11].